# Parc national Volcán Tenorio
Le parc national Volcán Tenorio (espagnol : Parque nacional Volcán Tenorio) est une zone de conservation naturelle située au Costa Rica, dans la cordillère de Guanacaste, entre les provinces d'Alajuela et de Guanacaste, au nord-ouest du pays.
Il appartient à la zone de conservation Arenal-Tempisque (en), sous l'administration du Système national des zones de conservation du Costa Rica. Il a été créé en 1995 par décret exécutif no 24240-MIRENEM. Sa superficie couvre 18 402,51 hectares de forêts et de territoires volcaniques.
Sur son territoire se trouve le massif du volcan Tenorio, composé de plusieurs cônes et cratères, ainsi que la rivière Celeste, grande attraction touristique. C'est la zone de conservation la plus riche en biodiversité de la zone Arenal-Tempisque.

## Climat
Le climat du parc est tropical humide, avec des températures variant de 15 à 24 °C. Les précipitations annuelles sont de 3 500 mm.

## Végétation
La forêt du parc national Volcán Tenorio est une forêt toujours verte composée de forêts tropicales humides pré-montanes (au-dessus de 600 mètres) et de forêts de nuages. Les palmiers, les héliconias, les fougères, les orchidées et les broméliacées prédominent. Dans le parc, on trouve une diversité d'arbres tels que des chênes, des lauracées Persea comme les avocatiers, des rutacées comme la sapote blanche (pommier mexicain), et des Parmentiera valerii (bignoniacée), une espèce endémique de la chaîne de montagnes de Guanacaste. Cet arbre est l’un des principaux régimes alimentaires du tapir, une espèce en voie de disparition. Il y a aussi une quantité énorme d'espèces de champignons.

## Faune
La région protégée par le parc national du volcan Tenorio est considérée comme ayant une grande valeur naturelle. Le site a de vastes territoires de forêt vierge, étant donné que l’intrusion humaine a été relativement faible. Cela a permis la conservation d'habitats naturels vitaux pour la préservation d'espèces menacées, telles que le paca, le tapir et le puma.
La zone présente au total 35 espèces de poissons, 78 espèces d'amphibiens, 135 espèces de reptiles et 131 espèces de mammifères, dont le tapir, le jaguar et le puma. Parmi les animaux présents figurent le pécari à lèvres blanches, le capucin à face blanche, l’ocelot, l'agouti ponctué, le margay, dit aussi chat-tigre. Dans le parc national du volcan Tenorio se trouvent la moitié de toutes les espèces d'oiseaux du Costa Rica, dont la pénélope panachée, la coracine ombrelle, le caurale soleil. Parmi les serpents, les crotales appelés localement « tue-bœuf » (matabuey), terciopelo ou Fer de lance centro-américain, « main de pierre » (Atropoides mexicanus), la vipère des palmiers, la vipère de Schlegel, le boa constricteur et le serpent corail. Les espèces d'insectes abondent.

## Levolcan Tenorio

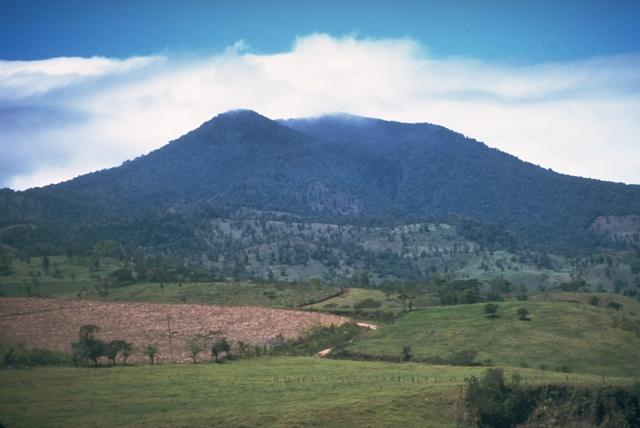
Le volcan Tenorio.

Le volcan Tenorio (1916 m d'altitude) est un stratovolcan composé de cinq cratères principaux : Tenorio 1, Tenorio 2, Montezuma, Bijagua et Carne de Carne. Il est inactif et entouré de forêt primaire. Il existe diverses manifestations d'activité volcanique autour du cône, telles que la présence de poches de gaz sulfurique à l'intérieur de grottes, de fumerolles et de sources thermales.

## Le Rio Celeste
La rivière se forme à la confluence des rivières Buena Vista et Quebrada Agria sur les pentes du volcan Tenorio, dans un lieu appelé Los Teñideros. Son nom vient de sa couleur bleue particulière, conséquence d'un effet optique. À la confluence du Teñidero, le changement de pH, l'acidité, provoque l'augmentation de la taille d'une famille de minéraux de la rivière Buenavista, les aluminosilicates, qui passent de 184 nanomètres à 570 nanomètres. Une partie de ces aluminosilicates se dépose alors dans le lit de la rivière sous forme d'un sédiment blanc, et une partie reste en suspension. Les particules en suspension provoquent un phénomène optique de dispersion de la lumière solaire selon la théorie de Mie.
Près de ce site, se trouve un autre endroit appelé Los Hervideros, avec des sources chaudes où la température de l’eau peut atteindre 31 à 94 °C. Au cours de sa descente du volcan, l'eau de la rivière forme une lagune appelée Laguna Azul, où la couleur céleste de l'eau est plus intense. Après la lagune, la rivière poursuit sa descente jusqu'à former la cascade de la rivière Celeste.

### La légende du Rio Celeste
Les Indiens maleku racontent qu'en finissant de peindre le firmament, les Tócu maráma, leurs dieux suprêmes, ont rincé leurs pinceaux dans le courant de la rivière, qui a été teintée de couleur turquoise.

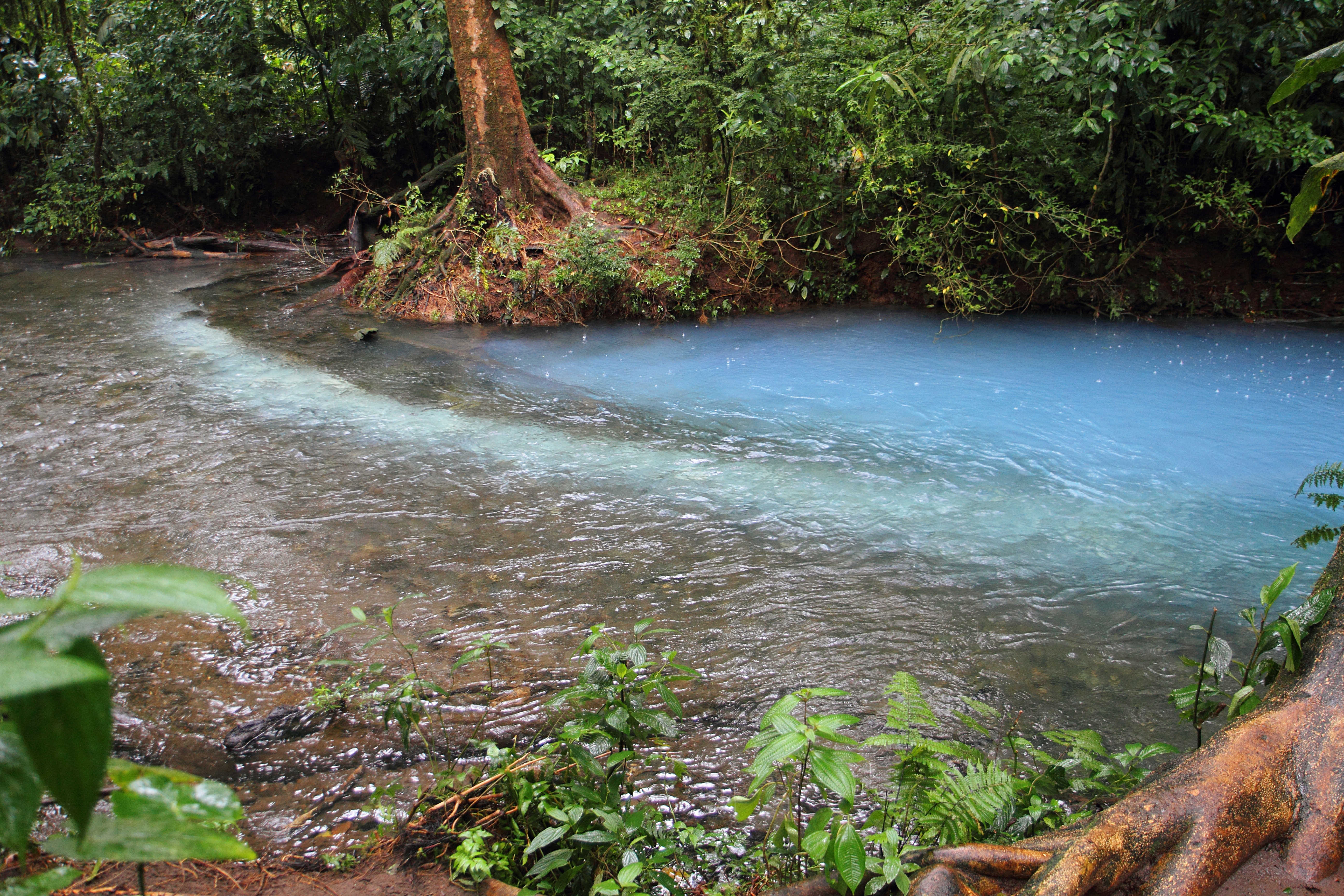
Teñidero : la confluence des rivières Buena Vista et Quebrada Agria.
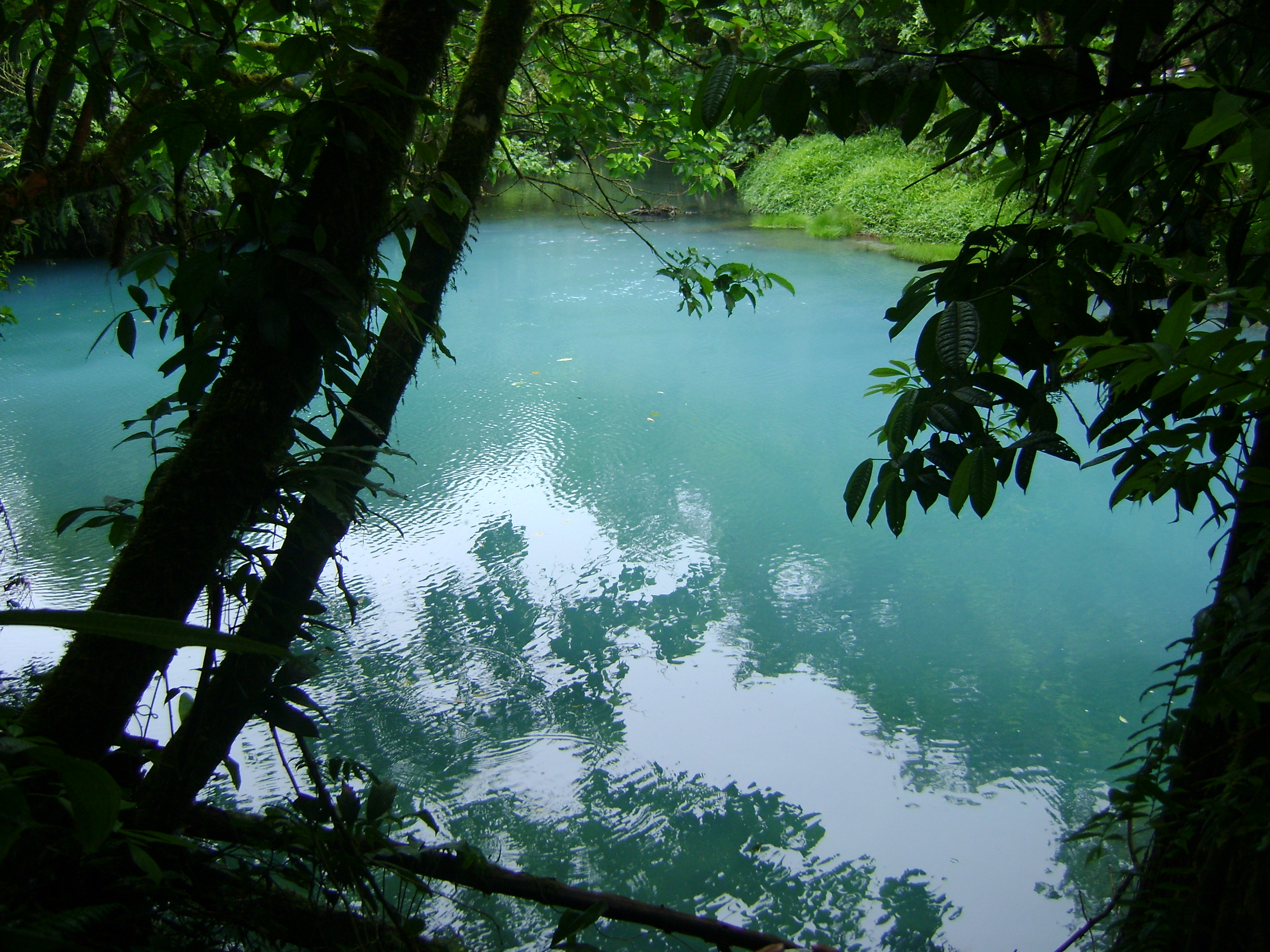
La lagune bleue du Rio Celeste.